# Пічкур-білопер Владикова
Пічкур-білопер Владикова (Romanogobio vladykovi) — вид риби родини пічкурові (Gobionidae). Прісноводний вид, поширений у басейні Дунаю, сягає довжини до 11,5 см.